# «Балтимор Ориолс» в сезоне 2013
Сезон 2013 года был 113-м для команды, 60-м с момента переезда в Балтимор и 21-м на стадионе «Ориолс Парк в Кэмден Ярд».

## Регулярный чемпионат

### Апрель
Ориолс стартовали в чемпионате с выездной серии против Тампа Бэй Рейс, одержав в ней две победы при одном поражении. Первая домашняя игра состоялась 5 апреля, Ориолс одержали победу над Миннесотой, Крис Дэвис отметился хоум-раном в четвёртой игре подряд.
| # | Дата     | Соперник        | д/г | Счёт | Зрителей | В-П |
| - | -------- | --------------- | --- | ---- | -------- | --- |
| 1 | 2 апреля | Тампа Бэй Рейс  | г   | 7:4  | 34078    | 1-0 |
| 2 | 3 апреля | Тампа Бэй Рейс  | г   | 7:8  | 15599    | 1-1 |
| 3 | 4 апреля | Тампа Бэй Рейс  | г   | 6:3  | 17491    | 2-1 |
| 4 | 5 апреля | Миннесота Твинс | д   | 9:5  | 46653    | 3-1 |
| 5 | 6 апреля | Миннесота Твинс | д   | 5:6  | -        | 3-2 |